# Maylis Roßberg
Maylis Roßberg ou Maylis Rossberg est une femme politique allemande de la fédération des électeurs du Schleswig du Sud. En 2024, elle est Spitzenkandidat d'alliance libre européenne. Son rôle de Spitzenkandidat lui a permis en mai 2024 de participer au débat de Maastricht aux côtés des autres principaux candidats, comme Ursula von der Leyen.